# Sieferhof (Ruppichteroth)
Sieferhof ist ein ehemaliger Ortsteil von Winterscheid im Rhein-Sieg-Kreis in Nordrhein-Westfalen. Er gehört heute zum Ruppichterother Ortsteil Bröleck.

## Lage
Sieferhof liegt im Naturpark Bergisches Land im nördlichen Teil von Bröleck. Der Gemeindehauptort Ruppichteroth ist etwa sechs Kilometer entfernt. Im Norden grenzt Sieferhof an Eichhof in der Gemeinde Much, im Osten an Jünkersfeld und Felderhoferbrücke, im Süden an Tüschenhohn, im Westen an Büchel und Thilhove sowie im Nordwesten an Hermerath.
In der Nähe von Sieferhof verläuft die Kreisstraße 350 nach Wiehl. Östlich von Sieferhof fließt die Bröl.

## Geschichte
Sieferhof wurde erstmals 1490 als „Syffen“ urkundlich erwähnt. 1809 hatte der Ort 18 Einwohner katholischer Konfession.
Sieferhof war seit jeher ein Teil der Gemeinde Winterscheid. Am 16. November 1956 wurde Sieferhof mit den umliegenden Dörfern Felderhof, Felderhoferbrücke, Haus Bröleck, Lindenhof und Tüschenhohn zu dem Ortsteil Bröleck zusammengeschlossen, der vollständig der Gemeinde Ruppichteroth angegliedert wurde.